# Бахна (Бакеу)
Бахна (рум. Bahna) — село у повіті Бакеу в Румунії. Входить до складу комуни Пиргерешть.
Село розташоване на відстані 203 км на північ від Бухареста, 44 км на південний захід від Бакеу, 126 км на південний захід від Ясс, 139 км на північний захід від Галаца, 102 км на північний схід від Брашова.

## Населення
За даними перепису населення 2002 року у селі проживали 630 осіб, з них 628 осіб (99,7%) румунів. Рідною мовою 629 осіб (99,8%) назвали румунську.